# Волчиха (Каргасоцький район)
Волчи́ха (рос. Волчиха) — присілок у складі Каргасоцького району Томської області, Росія. Входить до складу Середньовасюганського сільського поселення.

## Населення
Населення — 2 особи (2010; 3 у 2002).
Національний склад (станом на 2002 рік):
- росіяни — 100 %